# Sándor
A Sándor az Alexander név rövidülésének magyaros alakja.  Női párja az Alexandra.

## Rokon nevek
Alex és Alexander.

## Gyakorisága
Az 1990-es években igen gyakori név, a 2000-es években a 37–42. leggyakoribb férfinév között.

## Névnapok
- január 15.[2]
- február 26.,[2] szökőévekben február 27.
- március 18.[2]
- április 23.[2]
- május 3.[2]
- október 11.[2]

### Népi hitvilág
„Sándor, József, Benedek zsákban hoznak meleget.”

Március 18-án, 19-én és 21-én van a legismertebb névnapjuk. Ezután a néphit szerint már meleg időjárás következik.

## Idegen nyelvi változatai
- Alejandro (spanyol)
- Alexander (angol, német)
- Alexandru (román)
- Alessandro (olasz)
- Olekszandr (ukrán)
- Aleksander (lengyel) (becenév Olek vagy ritkább Alek)
- Santar (csuvas)

## Híres Sándorok
- Asbóth Sándor honvéd alezredes
- Badár Sándor humorista
- Bak Sándor magyar ökölvívó bajnok
- Bakonyi Sándor honvéd tábornok
- Balassa Sándor zeneszerző
- Bánfalvi Sándor zenész, dobos
- Barcs Sándor magyar nemzetközi labdarúgó-sporttisztviselő, újságíró, politikus
- Berényi Sándor kanonok
- Bihari Sándor festőművész
- Bortnyik Sándor festőművész, grafikus
- Borza, Alexandru román botanikus
- Bölöni Farkas Sándor író, műfordító, utazó
- Braun Sándor orvos
- Braun Sándor újságíró
- Coda Sándor orvos
- Czvetkó Sándor színész, szinkronszínész
- Csányi Sándor színész
- Csányi Sándor üzletember
- Cserháti Sándor tanár, mezőgazdasági szakíró
- Csoóri Sándor költő, esszéíró, prózaíró, politikus
- Eckhardt Sándor orvos, az MTA tagja
- Eckschmiedt Sándor atléta, edző, sportvezető, pszichológus
- Egri Sándor operaénekes
- Erdey Sándor fényképész
- Erdős Sándor olimpiai bajnok vívó
- Ék Sándor festőművész
- Falvay Sándor zongoraművész, tanár
- Fazekas Sándor miniszter
- Fábry Sándor író, újságíró, humorista, showman
- Font Sándor politikus
- Friderikusz Sándor szerkesztő, műsorvezető, média-személyiség
- Gál Sándor honvéd tábornok
- Gál Sándor kémikus, az MTA tagja
- Gál Sándor táncos, a 4 for Dance tagja
- Gáspár Sándor színész
- Glancz Sándor négyszeres világbajnok asztaliteniszező
- Gönyei „Ébner” Sándor néprajzkutató, néprajzi fotós
- Görög Sándor kémikus, az MTA tagja
- Gyüdi Sándor karmester, színházigazgató
- Halmágyi Sándor királyi ítélőtáblai bíró, költő, író
- Halmágyi Sándor színész
- Hevesi Sándor rendező, színházigazgató, író, műfordító
- Holczreiter Sándor olimpiai bronzérmes, háromszoros világbajnok súlyemelő
- Horváth Sándor színművész
- Iharos Sándor atléta
- Ivády Sándor olimpiai bajnok vízilabdázó
- Kaliszky Sándor mérnök, az MTA tagja
- Kányádi Sándor romániai magyar költő
- Kisfaludy Sándor költő, író
- Kocsis Sándor válogatott labdarúgó, az Aranycsapat tagja
- Konrád Sándor vízilabdázó
- Korda Sándor (Alexander Korda) filmrendező
- Kőrösi Csoma Sándor székely-magyar nyelvész, könyvtáros, a tibetológia megalapítója
- Lévai Sándor bábtervező
- Lezsák Sándor politikus
- Magyar Sándor navigátor
- Márai Sándor író
- Mednyánszky Sándor Cézár római katolikus lelkész, az 1848–49-es szabadságharcban tábori főlelkész
- Mihályfy Sándor filmrendező
- Mozsonyi Sándor gyógyszerész, orvos, egyetemi tanár
- Mogyorós Sándor román kommunista politikus, etnikailag magyar
- Nagy Sándor festő
- Nagy Sándor politikus
- Németh Sándor lelkész
- Nyilasy Sándor festőművész
- Oszter Sándor színművész
- Pécsi Sándor színművész
- Petőfi Sándor költő
- Puhl Sándor labdarúgó-játékvezető
- Püski Sándor jogász, könyvkiadó
- Reményik Sándor költő
- Révész Sándor énekes
- Rosta Sándor színész, szinkronszínész
- Rozsnyói Sándor olimpiai ezüstérmes, Európa-bajnok atléta, akadályfutó
- Rózsa Sándor betyár
- Sára Sándor operatőr, filmrendező
- Sík Sándor piarista szerzetes, író
- Siménfalvy Sándor színművész
- Simó Sándor filmrendező
- Sólyom-Nagy Sándor operaénekes
- Sörös Sándor színész, szinkronszínész
- Svéd Sándor operaénekes
- Szakácsi Sándor színész
- Szalacsi Sándor internetes híresség, egykori kocsordi lakos
- Szalay A. Sándor asztrofizikus, kozmológus
- Szalay Sándor fizikus
- Szalay Sándor Európa-bajnok műkorcsolyázó
- Szandai Sándor szobrász
- Tarics Sándor olimpiai bajnok vízilabdázó, építészmérnök
- Teszák Sándor grafikusművész, karikaturista
- Timár Sándor néptánc-koreográfus
- Torghelle Sándor labdarúgó
- Tonk Sándor történész
- Wekerle Sándor politikus, miniszterelnök
- Weöres Sándor költő

### Uralkodók
- III. (Nagy) Sándor makedón uralkodó
- I. Sándor orosz cár
- II. Sándor orosz cár
- III. Sándor orosz cár

### Pápák
- I. Sándor pápa
- II. Sándor pápa
- III. Sándor pápa
- IV. Sándor pápa
- VI. Sándor pápa